# Walter Emmerich
Walter Emmerich (ur. 7 sierpnia 1895, zm. 13 kwietnia 1967) – prezydent głównego wydziału gospodarki (Hauptabteilung Wirtschaft) w rządzie Generalnego Gubernatorstwa. Kierownik urzędu do spraw planu czteroletniego (Dienststelle für den Vierjahresplan im Generalgouvernement).
Wraz z dr. Rudolfem Gaterem przedstawił projekt ekonomicznej eksploatacji warszawskiego getta. Jako największy problem wskazał fakt, iż... mieszkańcy getta „więcej konsumują, niż produkują”. W oczach nazistów był to jeden z argumentów przemawiających za likwidacją jego mieszkańców.
Po wojnie wrócił do Bremy i Hamburga. Władze brytyjskiej strefy okupacyjnej odmówiły ekstradycji do Polski, odrzucając wniosek polskiego wymiaru sprawiedliwości. Nie zważając na jego zbrodniczą działalność na ziemiach polskich, Ministerstwo Gospodarki RFN wysyłało go w latach 50. jako eksperta gospodarczego do Egiptu. Pracował też jako doradca organizacji gospodarczej Freihafenverband Hamburg e.V.